# 南エーゲ
南エーゲ（みなみエーゲ、Νοτίο Αιγαίο / Nótio Egéo）は、ギリシャ共和国の広域自治体であるペリフェリア（地方）の一つ。エーゲ海南部に浮かぶ諸島から構成される。首府はシロス島のエルムポリ。

## 地理

### 位置・広がり
行政区画である南エーゲ地方（Περιφέρεια Νοτίου Αιγαίου）は、エーゲ海の南部に位置し、キクラデス諸島とドデカネス諸島からなる。ギリシャ共和国の最東部にあたる東地中海のカステロリゾ島周辺の島々も、本地方に属する。
ギリシャ共和国の「地理的な地方」としての「エーゲ海諸島」の南半部にあたり、北半部は北エーゲ地方となっている。

### 主要な都市
南エーゲにある人口1万人以上の都市は以下の通り（2011年国勢調査時点）。
- ロドス（Ρόδος : ロドス市） - 49,541人
- コス（Κως : コス市） - 19,432人
- カリムノス（Κάλυμνος : カリムノス市） - 16,179人
- エルムポリ（Ερμούπολη : シロス＝エルムポリ市） - 13,737人
- イアリソス（英語版）（Ιαλυσός : ロドス市） - 12,331人

- ロドス
- コス
- エルムポリ

## 歴史
キクラデス諸島は、近代ギリシャの独立時の領土である。ドデカネス諸島がギリシャの版図に入ったのは第二次世界大戦後の1947年で、イタリア領から編入された。
1987年の地方行政改革により、従来の「地理的な地方」に代わる行政区画として13の「ペリフェリア」（地方）が設置された。このとき、従来の「エーゲ海諸島」が分割され、南エーゲ地方が設立された。ペリフェリアは2010年の地方行政改革（カリクラティス改革）によって自治権が拡充され、公選制の知事と議会を持つ広域自治体となった。

## 行政区分

### 県
南エーゲ地方は、以下の13つの行政区（ペリフェリアキ・エノティタ）から構成されている。行政区の数は、ギリシャのペリフェリアで最多である。
2010年の地方制度改革（カリクラティス改革）以前は、自治体としての県（ノモス）が2つ置かれていた（キクラデス・ドデカネス）。2011年1月1日にノモスが廃止されて行政区となった。このとき、キクラデスが9つ、ドデカネスが4つの行政区に細分化された。
- 旧キクラデス県
- 旧ドデカネス県

### 市
南エーゲ地方には、基礎自治体である市（ディモス）が34ある。
| （キクラデス諸島） - アンドロス県 - アンドロス - ティノス県 - ティノス - ミコノス県 - ミコノス - シロス県 - シロス＝エルムポリ - ケア＝キトノス県 - ケア - キトノス - ミロス県 - キモロス - ミロス - セリフォス - シフノス - パロス県 - パロス - アンディパロス - ナクソス県 - アモルゴス - ナクソス・小キクラデス - ティーラ県 - アナフィ - フォレガンドロス - イオス - シキノス - ティーラ（サントリーニ） | （ドデカネス諸島） - カリムノス県 - アガトニシ - アスティパレア - カリムノス - リプシ - レロス - パトモス - コス県 - コス - ニシロス - ロドス県 - ロドス（ロードス） - ハルキ - カステロリゾ - ティロス - シミ - カルパトス県 - カルパトス - カソス |

## 交通

### 空港
- コス島国際空港（英語版）
- ロドス国際空港
- アスティパレア島空港（英語版）
- カリムノス島空港（英語版）
- カルパトス島空港（英語版）
- レロス島空港（英語版）
- ミロス島空港（英語版）
- ミコノス島空港（英語版）
- ナクソス島空港（英語版）
- パロス空港（英語版）
- サントリーニ空港（英語版）
- シロス島空港（英語版）